# سنت-کریستوف-ان-بوشیر
سنت-کریستوف-ان-بوشیر (به فرانسوی: Saint-Christophe-en-Boucherie) یک کمون در فرانسه است که در اندر واقع شده‌است. سنت-کریستوف-ان-بوشیر ۲۶٫۸۹ کیلومتر مربع مساحت و ۲۵۲ نفر جمعیت دارد و ۲۶۸ متر بالاتر از سطح دریا واقع شده‌است.